# Mladi mjesec (roman)
Mladi mjesec je drugi roman iz serijala romana Sumrak američke književnice Stephenie Meyer.
On govori o ljubavi između vampira Edwarda Cullena i smrtne djevojke Isabelle "Belle" Swan.
Prvi put je izdan u tvrdim koricama u SAD-u na engleskom jeziku 9. rujna 2006. godine, dok je na hrvatskom jeziku izdan također u tvrdim koricama po prvi put 2007. godine. Prethodna knjiga ovoga serijala je Sumrak.

## Radnja
Nakon što se u prvoj knjizi Bella Swan zaljubila u Edwarda Cullena, najljepšeg učenika mjesne gimnazije, u drugoj knjizi lijepa Bella navršava 18, i time postaje starija od Edwardovih vječnih 17. Sve joj se čini savršeno. Na svoj je rođendan pozvana na malu proslavu kod Cullenovih. Iako ona mrzi proslave i rođendanske proslave, pristojno dolazi. Za vrijeme proslave slučajno poreže prst. Jasper, najmlađi pripadnik obitelji Cullen poludi, privučen Bellinom krvlju. Iako su uspjeli obuzdati Jaspera te se Belli nije ništa dogodilo, Edward odluči napustiti Bellu zbog njezina vlastita dobra. Uspijeva ju uvjeriti da ju više ne voli te nestaje s obitelji. 
Bella pada u duboku depresije nakon rastanka. Kada joj je otac ponudio da se odseli iz Forksa kako bi se maknula od svega, ona mu odlučuje pokazati kako se može nositi s time. Odlazi u grad s prijateljicom Jessicom. Nakon kina nailaze na grupu mušakraca, koji su izgledali pomalo opasno. U glavi joj se javlja Edwardov glas koji ju upozorava. To joj je vrlo ugodno pa odlučuje da će se podlagati opasnosti samo kako bi čula glas u podsvijesti. Kupuje stare motore i odlazi svom starom obiteljskom prijatelju Jacobu Blacku. U njemu pronalazi utočište. On joj popravi motore te ju uči voziti. Postaju najbolji prijatelji i druže se sve više i više. I Bella shvaća da on smanjuje njenu bol no njihov odnos se poljulja. Jacob se počinje ponašati vrlo čudno te joj kaže da više neće biti njezin prijatelj. 
Sada ju je napustilo i njeno utočište od boli, a također više nije čula Edwarda. Zbog toga je odlučila posjetiti čistinu na kojoj je provodila dosta vremena s Edwardom. Tamo susree Laurenta, bivšeg pripadnika kovena čiji su pripadnici bili James i Victoria - vampiri koji su htjeli ubiti Bellu. Cullenovi su uspjeli ubiti Jamesa, ali ne i Victoriu, a za Laurenta su mislili da neće biti problema, jer ih je upozorio od opasnosti i otišao kovenu iz Denalija, Cullenovim prijateljima koji su također vampirski vegetarijanci. Laurent objašnjava Belli da je napustio koven iz Denalija te se odlučio vratiti Victoriji. Došao joj je napraviti uslugu. Trebao je vidjeti dali je Bella i dalje pod zaštitom Cullenovih, jer ona smatra da bi bilo najpoštenije da ona ubi Bellu jer je Edward njoj ubio Jamesa. Pošto Laurent vidi da su Cullenovi otišli želi ubiti Bellu jer ne može odoljeti njezinoj krvi. No spašavaju je ogromni vukovi koji natjeraju Laurenta u bijeg. Nju su čudom zaobišli. Znala je ona da će ih Laurent ubiti te da će javiti Victoriji da su je Cullenovi napustili.
Nakon što Jacob vidi kako Bellu jako pogađa njegovo ponašanje odlučuje joj dati priliku kako bi saznala njegovu tajnu. Tako ona otkriva da joj je najbolji prijatelj vukodlak. Bella se sprijateljuje s cijelim čoporom. Sve je opet bilo dobro no onda shvaća da Jacobu nije dovoljno samo prijateljstvo. Iako ga ona uporno odbija, on i dalje pokušava zauzeti Edwardovo mjesto. Jednom je vidjela kako njegov čopor skače s litice pa joj je Jacob obećao da će zajedno probati isto to. Osim toga Bella otkriva da su oni čopor koji ju je spasio od Laurenta te da su ga ubili. To ju smiruje jer shvaća da sada Victorija ne zna da je sama, bez Edwarda i ostalih Cullena.
Kada su vukodlaci bili u potjeri za Victoriom Bella je odlučila skočiti s one litice no skoro se utopila. Jacob ju je spasio te je ona opet bila dobro.
Jednom kada ju je Jacob vraćao kući, on osjeti miris vampira u njenoj kući. Prvo su pomislili da je to Victoria no onda Bella ugleda jedan od auta Cullenovih. Pošto su vukodlaci i vampiri prije mnogo godina sklopili sporazum, Jacob nije smio braniti Bellu u njenoj kući jer je to teritorij Cullenovih no ona ga uporno uvjerava da joj neće biti ništa. 
Kada ulazi u kuću, ugleda Alice koja joj ispriča da je došla jer je mislila da je Bella mrtva pošto ju je vidjela kako skače s litice. Alice nije vidjela kako ju je Jacob spasio jer ne može vidjeti vukodlake u svojim vizijama. Alice objašnjava Belli da Edward nije s njima, da živi u osami. On ne zna zašto je onda došla ovamo, nije ga htječa uzrujati. Nakon što Alice odlazi u lov, Jacob se vraća Belli. Pokušava je poljubiti no onda zazvoni telefon. Bio je to Edward koji se je predstavio kao Carlisle. Upitao je gdje je Charlie, a Jacob je kazao da je na sprovodu. Nije napomenuo da je sprovod za Harryja Clearwhatera koji je umro od srčanog udara. Kada Jacob poklopi slušalicu, vraća se Alice sva uzrujana. U viziji je vidjela Edwarda kako odlazi Volturima - vampirskoj kraljevskoj obitelji koja vamipirima predstavlja zakon. Traži od njih da ga se ubije jer mu je Rosalie rekla zašto je Alice otišla u Forks. Mislio je da je Charlie na Bellinom sprovodu pa je odlučio i sebi oduzeti život. Bella i Alice odmah krećeju u Volterru u Italiji kako bi ga spriječile, unatoč Jacobovim nagovaranjima. Volturi su odbili Edwarda da ga ubiju samo tako pa je on odlučio pokazati se na svjetlosti pred ljudima. Naravno oni će vidjeti kako mu koža izgleda na suncu i znat će da nije normalan čovjek. Bella ga uspije sprječiti,a on njoj objašnjava kako ju nikad nije prestao voljeti, ali da je mislio da ju štiti. Rekao je da je shvatio da ne može živjeti bez nje, a ona mu oprašta. Volturi ih pozivaju natrag u svoje odaje na razgovor. Tamo Bella upozaje tri vampira koja čine vlast - Aro, Caius i Marcus te njihovu gardu. Caius misli da Bella treba umrjeti jer zna previše o njima, a kada ju Edward pokušava zaštiti spriječi ga Jane - vampirica koja umom može nanijeti bol. Bella moli Ara da ju zaustavio. Ara je postao zainteresiran za Bellu jer je shvatio da ne može čitati njene misli. Naime i on može čitati misli, ali ne kao Edward. Kada dotakne osobu on vidi sve misli koje su ikad prostrujile kroz njenu glavu. Nakon što vidi da ni Jane ne može nanijeti Belli bol, on se dogovara s Edwardom da će ih pustiti ako će Bellu pretvoriti u vampira. Edward pristaje te odlazi s Bellom i Alice kući u Forks. 
Nakon što Bella shvaća da je Edward neće pretovriti u vampira, što ona žarko želi, odluči se pobuniti. Poziva se Cullenove na sastanak gdje će glasati. Svi su glasati za to da Bella postane vampirica, osim Rosalie i Edwarda. Edward ne želi da Bella postane vampirica jer misli da oni nemaju dušu, no većina je pobijedila. 
Bella izražava Edwardu želju da ju on promjeni, a ne Carlisle. No on joj postavlja uvjet. Promijenit će se ako se prije toga ona uda za njega. Ona ne želi stupati u brak tako mlada, ali ga ne odbija direktno. 
Sada je Bella opet bila sretna jer joj se Edward vratio no stvara se novi problem. Vukodlaci mrze vampire i Jacob se ne želi družiti s njom, jer se samo tako oprostila Edwardu. Osim toga Charlie više ne podnosi Bellinog dečka jer je vidio kakvu je bol nanio Belli. On kazni Bellu zbog toga što je nestala na tri dana. Osim toga Jacob ju ocinka da se vozila s motorima pa ona upada u još veću gabulu, no nju to ne smeta. Edward joj se vratio i to je sada za nju bilo jedino bitno. Čak ju nije ni zabrinulo to da je Victoria još uvijek živa i da samo čeka kada će dobiti priliku i ubiti ju.